# Глибоківська сільська рада (Богородчанський район)
| Глибоківська сільська рада — орган місцевого самоврядування у Богородчанському районі Івано-Франківської області з адміністративним центром у с. Глибока. Сільській раді підпорядковані населені пункти: - с. Глибока |

## Склад ради
Рада складається з 16 депутатів та голови.

### Керівний склад ради
| ПІБ                      | Основні відомості                                                               | Дата обрання | Дата звільнення |
| ------------------------ | ------------------------------------------------------------------------------- | ------------ | --------------- |
| Маслій Василь Васильович | Сільський голова, 1959 року народження, освіта, безпартійний                    | 26.03.2006   | 31.10.2010      |
| Тимків Надія Олексіївна  | Сільський голова, 1967 року народження, освіта середня спеціальна, позапартійна | 31.10.2010   |                 |

Примітка: таблиця складена за даними джерела